# روبرت إل. ويلر
روبرت إل. ويلر (بالإنجليزية: Robert L. Wheeler)‏ هو مدرب خيول أمريكي، ولد في 21 يونيو 1920 في كراوفورد في الولايات المتحدة، وتوفي في 12 أبريل 1992.